# Talit
|                                              |  |                                                      |
| Un talit blanc, selon la tradition séfarade. |  | Un talit à bandes noires selon la coutume ashkénaze. |

Le talit (judéo-araméen : טַלִית « habit », prononcé talit en hébreu moderne, talith dans certaines communautés séfarades, talèth dans celles d’Afrique du Nord, talis, tolis ou talès en hébreu ashkénaze) est un vêtement à quatre coins, propre au judaïsme, et dont chaque coin est, en vertu de la prescription biblique, pourvu de franges.
L’usage distingue le talit gadol (grand talit), châle généralement fait de laine dont les juifs adultes s’enveloppent pour la prière, et le talit katan (petit talit), pièce textile le plus souvent portée au-dessous des vêtements dès le plus jeune âge.

## Le talith, un commandement
Le commandement prescrivant de porter les tsitsit (franges) est donné dans les passages suivants de la Torah :

« Et l'Éternel dit à Moïse : Parle aux Enfants d'Israël et dis-leur qu'ils se fassent, de génération en génération, des tsitsit aux bords de leurs vêtements… »

— Nombres, 15:37-41.

« Tu mettras des franges aux quatre coins du vêtement dont tu te couvriras […] »

— Deutéronome, 22:12.

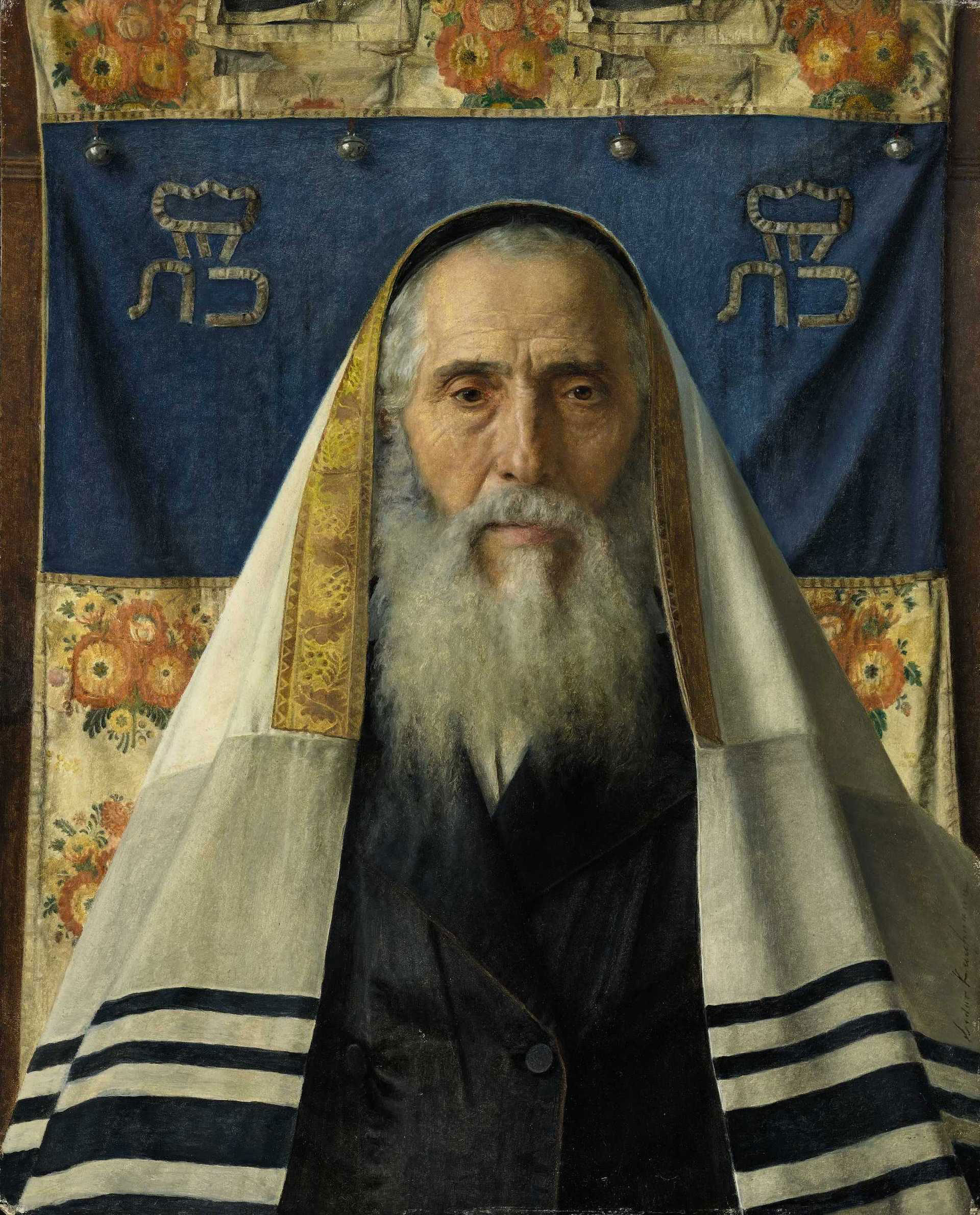
Rabbin avec son châle de prière, Isidor Kaufmann

Ce dernier passage déclare spécifiquement que seul un vêtement à quatre coins doit comporter des tsitsit.
Le commandement prescrivant de les porter est un commandement positif lié au temps. Ce qui inclut que les hommes ont une obligation de s'y soumettre, les femmes, quant à elles, en sont dispensées, mais peuvent s'y soumettre en option. Les juifs ont deux vêtements spéciaux pourvus de franges : le talit et le talit katane (petit talit), vêtements à quatre coins, munis d'une ouverture pour la tête et portés sous les vêtements extérieurs, depuis le lever au matin jusqu'au coucher le soir, ou même aussi pendant le sommeil.
Alors que dans certaines communautés le talit est porté le plus souvent par des hommes mariés (rite ashkenaze), le talit katane est revêtu même par de petits enfants, habituellement à partir de trois ans, c'est-à-dire l'âge où les enfants commencent leur entraînement dans l'observance des Mitzvot quotidiennes. Dans les communautés séfarades, le talit est porté par tous les hommes à partir de la bar mitsva, à savoir treize ans et un jour.

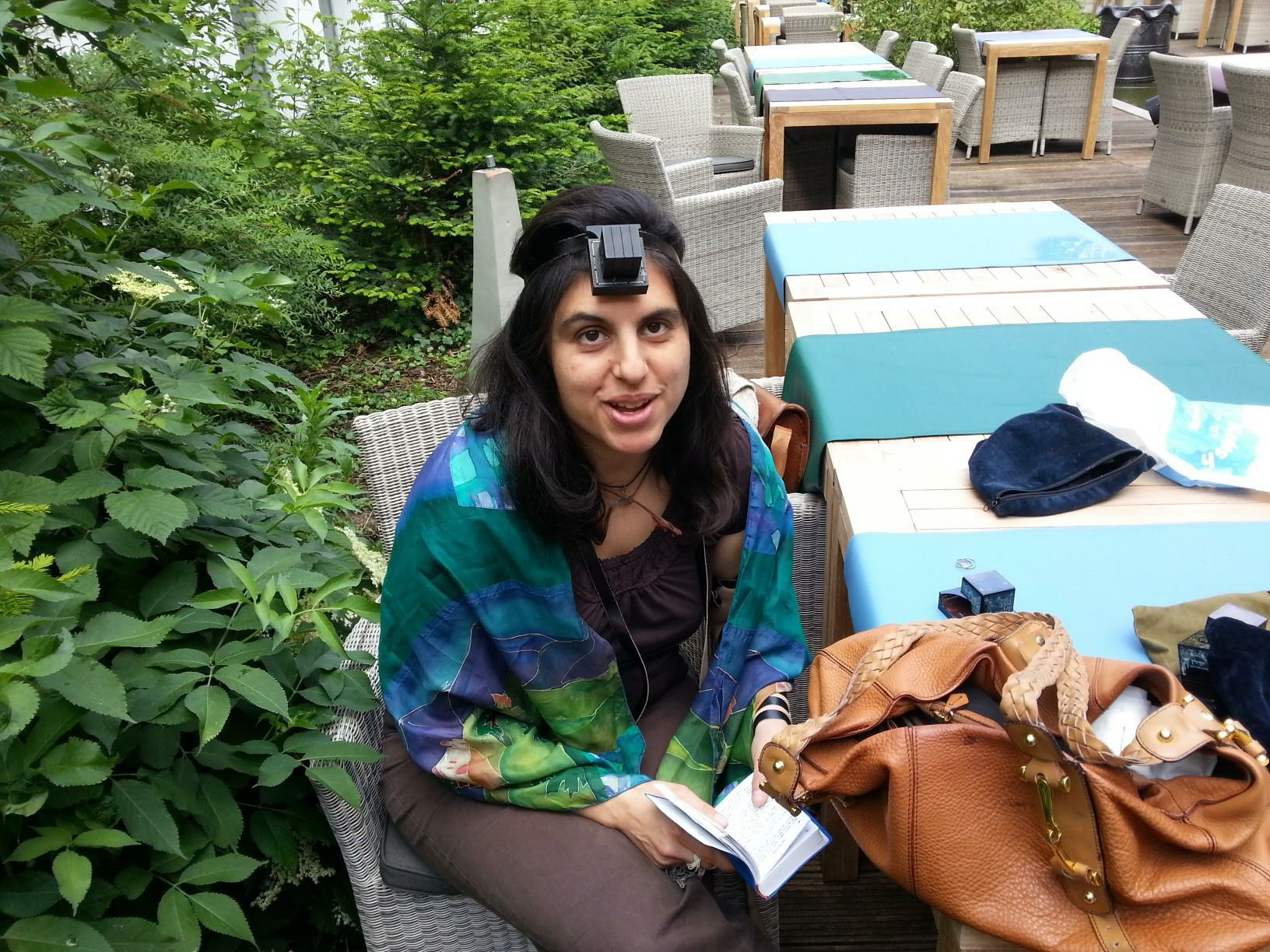
Floriane Chinsky portant talit et tefiline

Dans la plupart des synagogues libérales et masorties, les femmes peuvent porter le talit (parfois plus coloré), mais elles sont très peu nombreuses à le faire. Il est alors considéré que l'expression « enfants d'Israël » s'applique aussi aux femmes. Historiquement, la tradition rapporte l'exemple de plusieurs femmes ayant porté le talit ou les tephillin (phylactères). Cependant, les rabbins considèrent que si une femme souhaite porter le talit ou les tephillin, elle doit le considérer comme un commandement qu'elle prend sur elle (et s'y engager à long terme), et non comme un droit, une option. Certains rabbins considèrent que dès lors que les femmes montent à la Torah (synagogues libérales et masorties), elles doivent pour ce faire revêtir un talit.
Une bénédiction est récitée avant de revêtir le talit.

### La raison du commandement
Le commandement prescrivant les tsitsit est l'un de ceux, peu nombreux, de la Torah, auxquels une raison spéciale est donnée, en plus de la raison générale. Ainsi la Torah dit :

« Cela formera pour vous des franges dont la vue vous rappellera tous les commandements de l'Éternel, afin que vous les exécutiez et ne vous égariez pas à la suite de votre cœur et de vos yeux, qui vous entraînent à l'infidélité. »

— Nombres, 15:39-40.
On peut d'ailleurs retrouver une allusion à cette prescription (le souvenir des 613 commandements) dans les tsitsit : la valeur numérique (Guematria) de tsitsit est de 600 (90 + 10 + 90 + 10 + 400) à laquelle on ajoute les 8 fils et les 5 nœuds composant chaque tsitsit ce qui donne un total de 613.

### Comment vêtir un talit
Le propriétaire du talit est tenu de vérifier que les franges des 4 tsitsit, situées à chaque extrémité du talit, ne sont ni entre-mêlées entre elles, ni déchirées, ni abîmées.
Avant de vêtir le talit, il faut démêler ces franges. Le propriétaire du talit est tenu de vérifier qu'il y a bien cinq nœuds à chaque tsitsit.
Il faut réciter une bénédiction en hébreu avant de revêtir le talit. Pour revêtir le talit, le propriétaire se tient debout, en ayant l'intention de s'acquitter de la mitzvah.
On tient le talit déplié, les deux bras tendus et la bénédiction en face des yeux.
Le propriétaire du talit récite la B'rakha :
« baroukh Ata Ado-naï, Élohénou Mélèkh a'olam, achèr kidéchanou bémitsvotav vétsivanou léhit'atèf bé-Tsitsit. » 
(Béni sois-tu, Seigneur notre Dieu, Roi de l’univers, qui nous as sanctifiés par ses commandements, et nous as ordonné de nous envelopper de tzitzit)
Ensuite, le propriétaire enveloppe son corps avec le talit. Puis, recouvre le haut de la tête, tout en veillant à ne pas couvrir le visage.
Après cela, le propriétaire du talit fait passer les deux extrémités du talit (les tsitsit) de derrière, à l'avant ; de manière que les 4 coins du talit soient devant lui, comme une écharpe.
Le propriétaire attrape les deux extrémités (tsitsit) situées à sa droite, et les laisse tomber derrière l'épaule gauche. Après avoir attendu un très court instant, le propriétaire attrape les deux tsitsit gauches, et les laisse tomber derrière l'épaule gauche.
Après avoir effectué cela, le propriétaire du talit va, d'abord, découvrir sa tête. Puis, va étendre le talit sur son corps, de manière que deux tsitsit pendent devant lui et deux tsitsit pendent à l'arrière ; deux de chaque côté. Enfin, il est préférable de rabattre sur ses épaules les côtés pour prier (voir photo).
À la fin de la séance de prière, il est conseillé d'enlever le talit uniquement à l'aide de la main gauche.